# 임도환
임도환(1994년 7월 7일 ~)은 대한민국의 가수다. 2016년 싱글 앨범 [미안하다]로 데뷔했다.

## 방송
- 우리가 사랑한 그 노래 새가수 (2021) - Top21(16위)
- 오빠시대 (2023) - Top32

## 음반
- 1집 미안하다 (2016)
- 데리러 갈게 (I'll Pick You Up) (2021)
- 우리가 사랑한 그 노래, 새가수 Episode 1 (2021)

### 스플렌디드
- Drooping Flower (2017)
- 좋은음악만들기 Vol.1 (2017)

### 웬지
- 1집 (2020)
- Drama (2021)